# Fluoreto de tálio (I)
TlF é um sólido cristalino branco, com um ponto de fusão de 327 °C e um ponto de ebulição de 655 °C.  É facilmente solúvel em água ao contrário dos outros halogenetos Tl (I) . A forma de temperatura ambiente normal tem uma estrutura semelhante a α-PbO que possui uma estrutura de sal de rocha distorcida com essencialmente cinco talões de coordenadas, o sexto ião fluoreto é a 370 pm. A 62 °C, transforma-se em uma estrutura tetragonal. Esta estrutura é inalterada até a pressão de 40 GPa. Densidade: 8.36 g.